# Тюканово 2-ге
Тюка́ново 2-ге (рос. Тюканово 2-е, башк. 2-се Төкән) — присілок у складі Куюргазинського району Башкортостану, Росія. Входить до складу Свободинської сільської ради.
Населення — 439 осіб (2010; 382 в 2002).
Національний склад:
- башкири — 48%
- росіяни — 39%